# Anomala amoena
Anomala amoena är en skalbaggsart som beskrevs av Frey 1971. Anomala amoena ingår i släktet Anomala och familjen Rutelidae. Inga underarter finns listade i Catalogue of Life.